# مارک اسلاوین
مارک اسلاوین (عبری: מרק סלבין‎؛ ۳۱ ژانویهٔ ۱۹۵۴ – ۶ سپتامبر ۱۹۷۲) کشتی‌گیر فرنگی اهل اسرائیل بود. وی بین سال‌های ۱۹۷۱ تا ۱۹۷۲ میلادی فعالیت می‌کرد.
اسلاوین در واقعه المپیک مونیخ جوانترین قربانی در سن ۱۸ سالگی بود و به همراه هشت ورزشکار دیگر اسرائیلی گروگان گرفته شد. وی در طی یک تلاش نافرجام نجات با شلیک مسلسل در هلیکوپتر مورد اصابت گلوله قرار گرفت.